# Somos Um
Somos Um é um álbum de estúdio do cantor brasileiro Jorge Camargo, lançado em fevereiro de 2008 como um composto de livro e CD.
O disco foi produzido por César Elbert e todas as músicas são de autoria de Jorge que, em linhas gerais, produziu um álbum conceitual fazendo um breve resumo sobre a história da teologia em cerca de dois mil anos. O álbum contou com as participações de Gerson Borges, Tiago Vianna e Bianca Toledo.
Durante a década de 2010, com a intenção de tornar o projeto mais acessível, Jorge disponibilizou o livro gratuitamente em seu site e relançou o álbum com uma nova capa em formato físico e, também, nas plataformas digitais.

## Faixas
1. "O Amor É Mais"
2. "Descanso"
3. "Mistério"
4. "Monologion"
5. "Fale de Amor"
6. "Tudo Passa"
7. "Além do Jardim"
8. "A Escuridão Me Basta"